# Felice Blangini
Felice Blangini (Torino, 18 novembre 1781 – Parigi, 18 dicembre 1841) è stato un compositore italiano.

## Biografia
Dopo aver studiato canto, pianoforte, violoncello e composizione con Bernardo Ottani (formatosi a sua volta nella scuola bolognese di padre Martini), a seguito dell'occupazione napoleonica del Piemonte, Blangini abbandonò diciottenne la città natale e si stabilì a Parigi assieme alla madre e alla sorella maggiore (a sua volta eccellente musicista, formatasi con il celebre violinista torinese Gaetano Pugnani). Qui Felice intraprese cominciò a farsi conoscere come compositore, e nel 1802 terminò la sua prima opera, la Fausse duègne; il successo maggiore gli venne però dalle romanze da camera a due voci a cui diede il nome di Notturni. Di queste sue composizioni vocali, eleganti nell’armonizzazione e facili nella melodia, alcune fanno trapelare la sua predilezione per Cimarosa, per Paisiello e per Mozart.
Nella capitale francese era solito tenere ogni domenica dei concerti in rue Basse-du-Rempart. Qui accorrevano soprattutto le dame dell'alta società, attratte, oltre che dalla musica, dal piacevole aspetto del Blangini.
Nel 1805 fu nominato maestro di cappella del re di Baviera, e si recò così a Monaco, ma tornò spesso a Parigi.
Ritornato stabilmente in Francia, riprese a comporre un buon numero di opere e di romanze, che lo resero un artista di moda, apprezzato dalla Corte; i suoi rapporti con la principessa Paolina suscitarono pettegolezzi. I pettegolezzi erano fondati: la sorella dell'imperatore, affascinata dal musicista, decise di introdurlo nel proprio seguito, chiedendogli lezioni di canto e nominandolo Directeur de sa musique. Blangini diventò quindi, assieme al raffinato Monsieur de Forbin (pittore e più tardi direttore del Louvre), uno dei due amanti "ufficiali" della principessa in quel periodo.
Nel 1808 fece parte degli accompagnatori di Paolina nel viaggio a Nizza, città in cui la principessa sostò alcuni mesi prima che il fratello le imponesse di stabilirsi con il marito Camillo Borghese a Torino.
Trasferitosi a Kassel, in Vestfalia, come direttore della reale cappella musicale di Girolamo Bonaparte, continuò a comporre opere, quali La fée Urgèle e La princesse de Cachemire (entrambe del 1812). Compose anche la cantata a una voce sola e grande orchestra Werther (1810), di cui Blangini scrive nelle sue memorie: «Progettai di organizzare a Kassel dei concerti di beneficenza per i musicisti della cappella reale; in quell’occasione composi questa cantata per eseguirla io stesso… È il canto del cigno di Werther, una mezz’ora prima della sua morte. La sua Carlotta, che viveva ancora, ed allora abitava ad Hannover, venne appositamente per ascoltarla…».
Dopo la disastrosa campagna russa di Napoleone, Kassel venne invasa dalle truppe russe; Blangini fu costretto a tornare rocambolescamente a Parigi, dove riuscì però a entrare nelle grazie dei Borbone: nel 1814 ricevette infatti l'incarico di sovrintendente della cappella reale «in ricompensa dei servizi resi da lui nel passato e di quelli che si attendevano per l’avvenire nel campo della bella arte sua...». Nel 1816 ebbe la nomina di maestro di canto alla scuola reale di musica, che mantenne fino al 1828. Nel maggio del 1821 gli venne conferita la Legion d’onore e, il 14 novembre dell’anno successivo, ricevette il titolo nobiliare di cavaliere.
Fondò il giornale La lyre des dames, ou choix de musique nouvelle pour le chant... avec accompagnement de pianoforte ou harpe (al quale erano abbonati diversi sovrani e la nobiltà europea) che ebbe un buon riscontro di vendite.
Nel 1828 affari privati lo richiamarono a Torino; per l’occasione l’Accademia Filarmonica organizzò in suo onore un concerto con un programma costituito esclusivamente di musiche sue (tra queste, molto probabilmente, il Werther, di cui l'Accademia Filarmonica conserva ancora oggi copia della partitura). Fu quella l’ultima volta che Blangini rivide la sua città nativa.
Rientrato a Parigi, nel 1831 fu, con Auber, Cherubini, Paër e altri, uno degli autori dell'opera La marquise de Brinvilliers, data all'Opéra-Comique di Parigi il 31 ottobre.
L'amico Maxime de Villemarest (1785-1852) curò i suoi Souvenirs, un libro di memorie in cui Blangini riportò le proprie esperienze francesi e bavaresi.
Alcune speculazioni finanziarie disastrose lo rovinarono economicamente. Anche i gusti artistici del pubblico erano andati profondamente modificandosi e poco a poco Blagnini fu dimenticato. Tentò ancora il teatro, componendo varie opere (Le vieux de la montagne, Un premier pas, Les gondoliers), che non ebbero però il successo sperato. 
Si spense a Parigi il 18 dicembre 1841.

## Opere
- Souvenirs (1797-1834), publiés par Maxime de Villemarest, Paris, Charles Allardin, 1834